# Montego Bay United FC
El Montego Bay United FC és un club de futbol jamaicà de la ciutat de Montego Bay.
Va ser fundat el 1972 com a Beacon, més tard Seba United. El 2011 esdevingué Montego Bay United.

## Futbolistes destacats
- Paul "Tegat" Davis
- Ian Goodison
- Stephen Malcolm †
- Alton Sterling
- Hector Wright

## Palmarès
- Lliga jamaicana de futbol: [5]
  - 1987,1997
- Copa jamaicana de futbol: [6]
  - 1992